# Borsányi István
Borsányi István (Szombathely, 1958. február 25. –) magyar labdarúgó, hátvéd, középpályás.

## Pályafutása
A Videoton saját nevelésű játékosa. 1976-ban mutatkozott be az első osztályban. 1979 és 1981 között két idényt Heves megyében játszott (sorkatonai szolgálat). Ezután visszatért anyaegyesületéhez. Itt 1984–1985-ben érte el legnagyobb sikerét az UEFA-kupa második helyével. A 12 mérkőzésből összesen haton szerepelt. Játszott mindkét elődöntőn és a székesfehérvári döntőn is. 1986-ban rövid ideig Debrecenben játszott, majd a Videotonban búcsúzott az élvonaltól. Az aktív sportot a Velence csapatában fejezte be.

## Sikerei, díjai
- UEFA kupa 2.: (1984–1985).